# Artavazde IV Ariobarzane III
Pour les articles homonymes, voir Artavazde et Ariobarzane.
Artavazde IV Ariobarzane III est un roi de Médie-Atropatène et d'Arménie ayant régné de 4 à 6 ap. J.-C. (ou 10, voire 11).
Fils et successeur d'Ariobarzane II d'Atropatène, vassal des Romains (Dion Cassius affirme qu'il reçoit l'Arménie d'Auguste et du sénat), il est expulsé par les Arméniens après un règne de seulement deux ans, voire assassiné par ses sujets qui rejettent en outre cette lignée mède. Tacite fait alors à nouveau monter Érato, la dernière reine artaxiade, sur le trône, mais il est plus probable qu'un autre roi imposé par Rome lui succède, Tigrane V Hérode.